# Rhode subterranea
Rhode subterranea là một loài nhện trong họ Dysderidae.
Loài này thuộc chi Rhode. Rhode subterranea được miêu tả năm 1935 bởi Kratochvíl.